# Бриджуотър
 Тази статия е за града в Англия.  За града в Съединените щати вижте Бриджуотър (Върмонт).  За моста в Австралия вижте Бриджуотър (мост).
Бриджуотър (на английски: Bridgwater) е град в централната част на област Съмърсет, Югозападна Англия. Той е административен и стопански център на община Седжмур. Населението на града към 2001 година е 36 563 жители.
Селището е родното място на адмирал Робърт Блейк.

## География
Бриджуотър е разположен по поречието на река Parrett на около 10 километра от устието ѝ към Бристълския канал, намиращ се в северозападна посока. Градът се намира на около 220 километра западно от Лондон и на около 45 километра югозападно от Бристъл.
В непосредствена близост преминава Магистрала М5 свързваща югозападната част на страната с Бристъл и останалата магистрална мрежа.

## Демография
Изменение на населението за период от две десетилетия 1981 – 2001 година:
| година    | 1981   | 1991   | 2001   |
| --------- | ------ | ------ | ------ |
| население | 30 782 | 34 610 | 36 563 |